# Ernest de Ruttemberg
Ernest de Ruttemberg, né le 25 janvier 1748 à Mitawa (Duché de Courlande), est un général Courlandais de la Révolution française.

## États de service
Il entre en service le 1er janvier 1767, comme sous-lieutenant dans le régiment d’Alsace, il devient lieutenant le 1er mai 1771, capitaine en second le 29 mai 1778, et capitaine commandant le 13 avril 1783.
Le 8 juin 1787, il prend le commandement de la compagnie de grenadier, et il passe lieutenant-colonel le 25 juillet 1791, au 62e régiment d’infanterie de ligne. Il est nommé colonel le 26 octobre 1792, et il est mis à la tête de ce régiment à l’armée de la Moselle.
Il est promu général de brigade le 8 mars 1793, et le 16 mars suivant, il est contraint de démissionner par l’Empereur d’Allemagne qui menace de confisquer ses biens en cas de prolongation de son contrat dans l’armée française.

## Sources
- (en) « Generals Who Served in the French Army during the Period 1789 - 1814: Eberle to Exelmans »
- (pl) « Napoléon.org.pl »
- Étienne Charavay, Carnet de la Sabre-tache, volume 1 à 10, Berger-Levrault et cie, 1906, p. 138.